# Potager des Princes
Le Potager des Princes, ou Parc de la Faisanderie, est un parc situé à Chantilly, dans le département de l'Oise, en région des Hauts-de-France. Il est inscrit monument historique depuis 1975.

## Au fil des siècles
En 1682, le Grand Condé fait construire une faisanderie dans les jardins du château de Chantilly et demande à André Le Nôtre d’en dessiner le jardin. Ce dernier marque ce lieu de son empreinte, en équilibrant perspectives, bassins et terrasses. En 1773, Louis-Joseph de Bourbon transforme cette faisanderie en « Pavillon romain » dit « Salon de rafraîchissement ». En 1793, la Faisanderie est vendue comme bien national et reste ensuite pendant 160 ans la propriété de la famille Chapard. À la fin du XIXe siècle, il y est créé la première clinique vétérinaire équine qui a servi de modèle à celle d'Alfort.
Après la Révolution française, les jardins situés autour de la Faisanderie sont détruits pour que puisse s’étendre la ville de Chantilly sauf le parc de la Faisanderie qui est oublié derrière ses grands murs.

## Réhabilitation
Au début des années 1990, un projet d'urbanisme prévoyant la construction de 58 maisons est combattu par le voisinage et la ville. Yves Bienaimé, créateur du Musée vivant du cheval, peut racheter en décembre 1999 la faisanderie et le parc. Grâce à de multiples recherches effectuées sur des plans des XVII, XVIII et XIXe siècles, Yves Bienaimé, assisté du jardinier en chef, Serge Saje, redonne à ce parc des perspectives disparues au fil du temps tout en lui conservant son esprit. Il offre aujourd’hui une nouvelle vocation au « Parc de la Faisanderie » en ouvrant au public « Le Potager des Princes ».

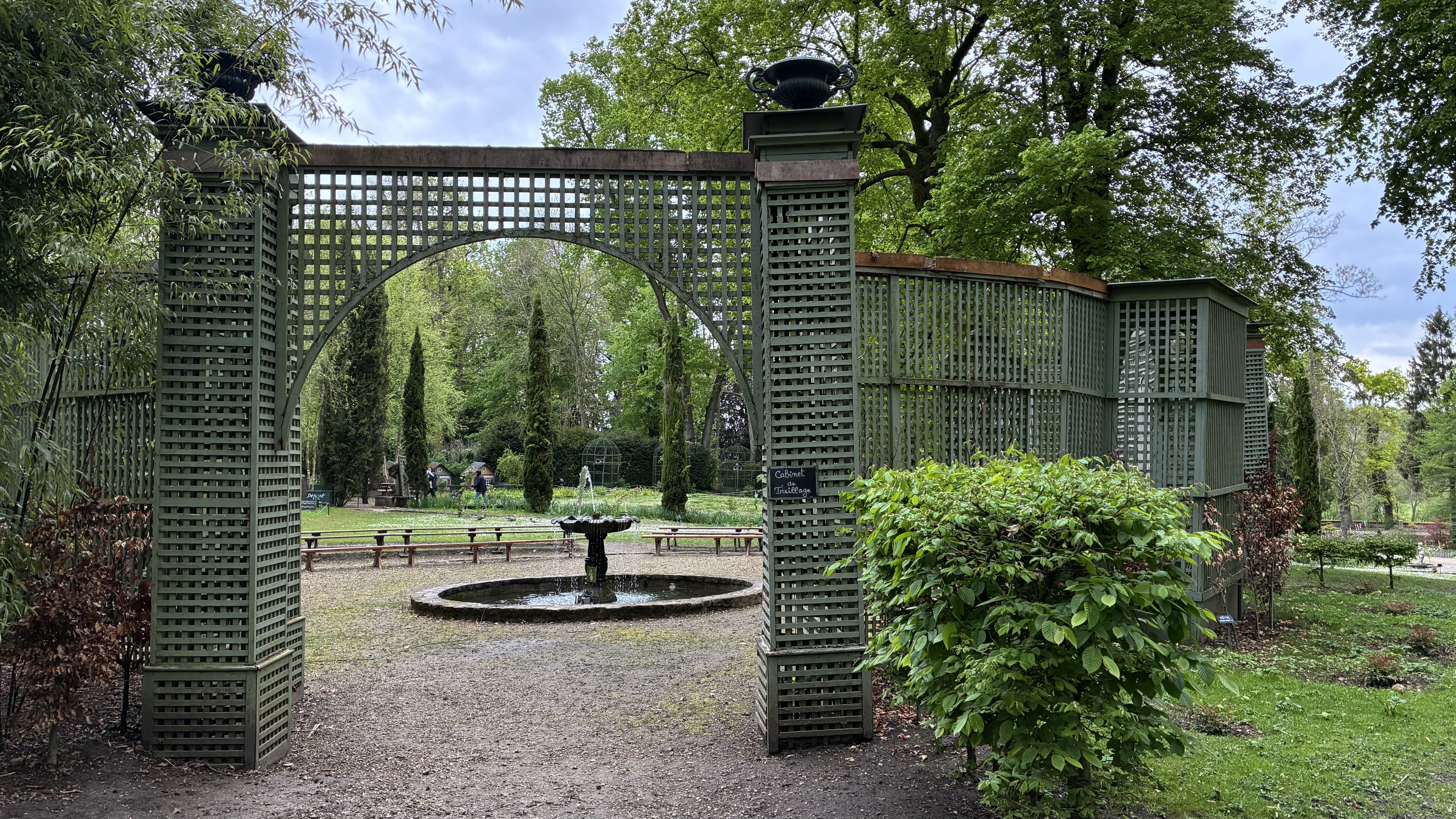
Cabinet des treillages.
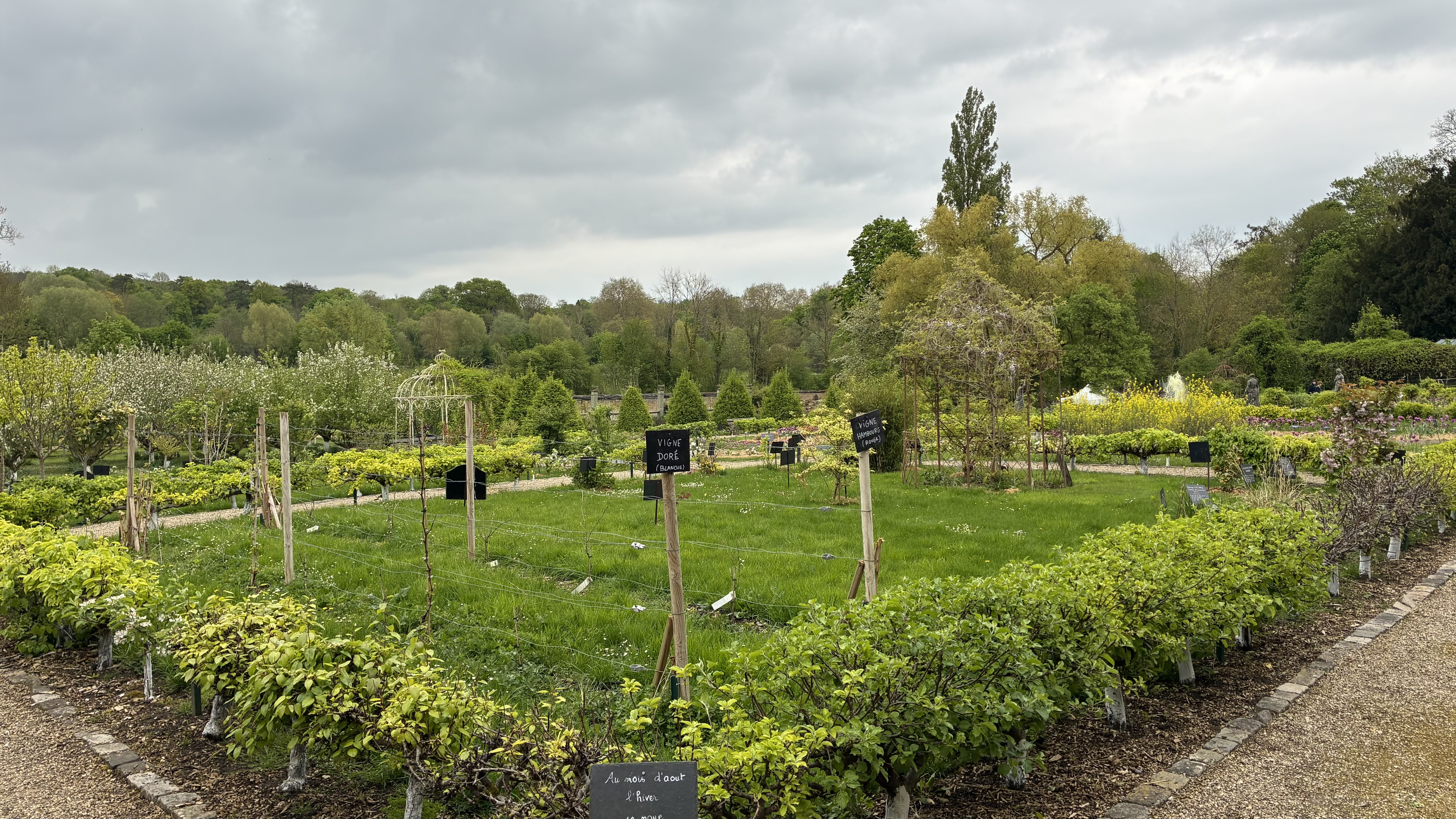
Potager japonais.
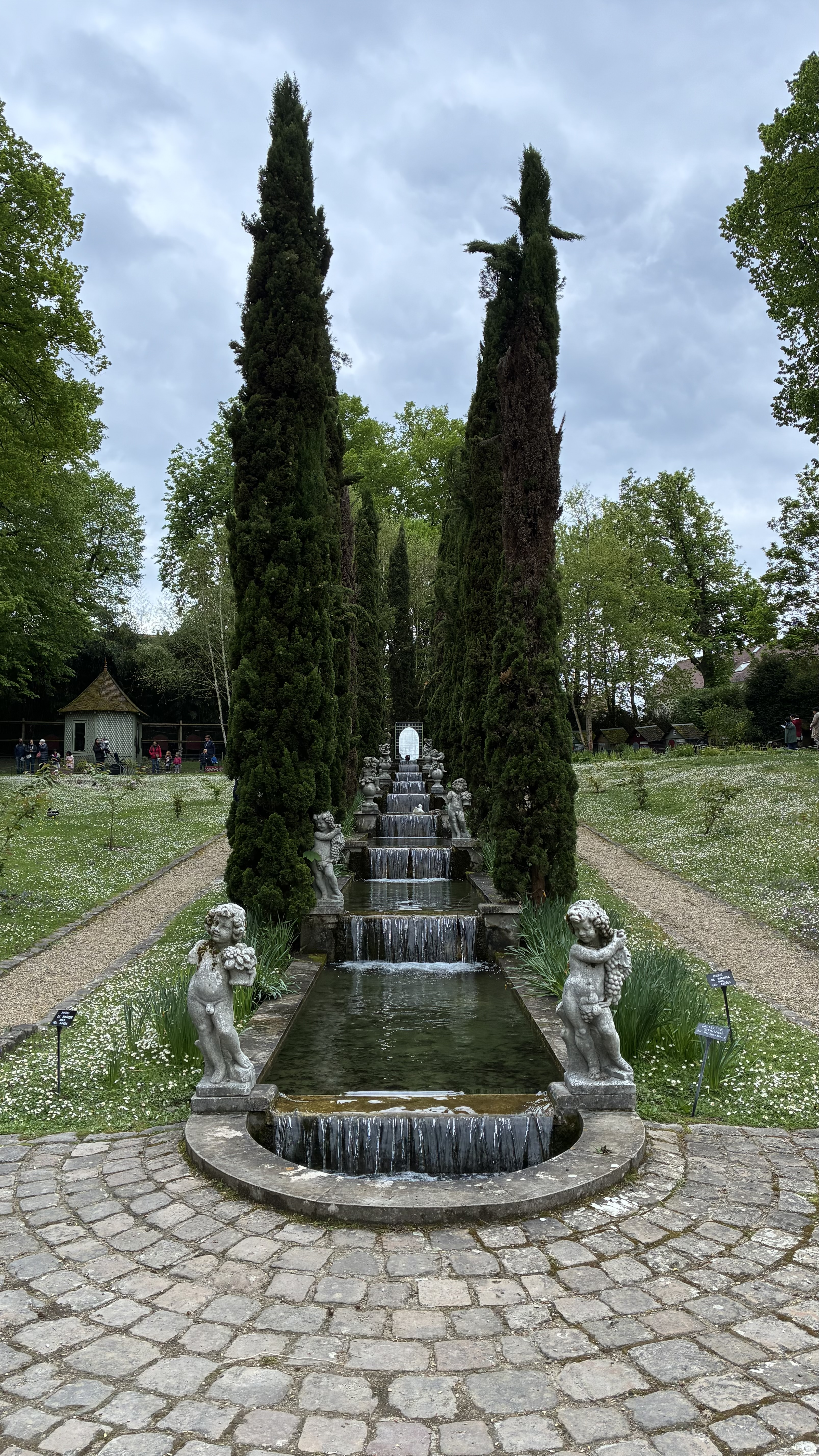
Cascade du jardin italien.
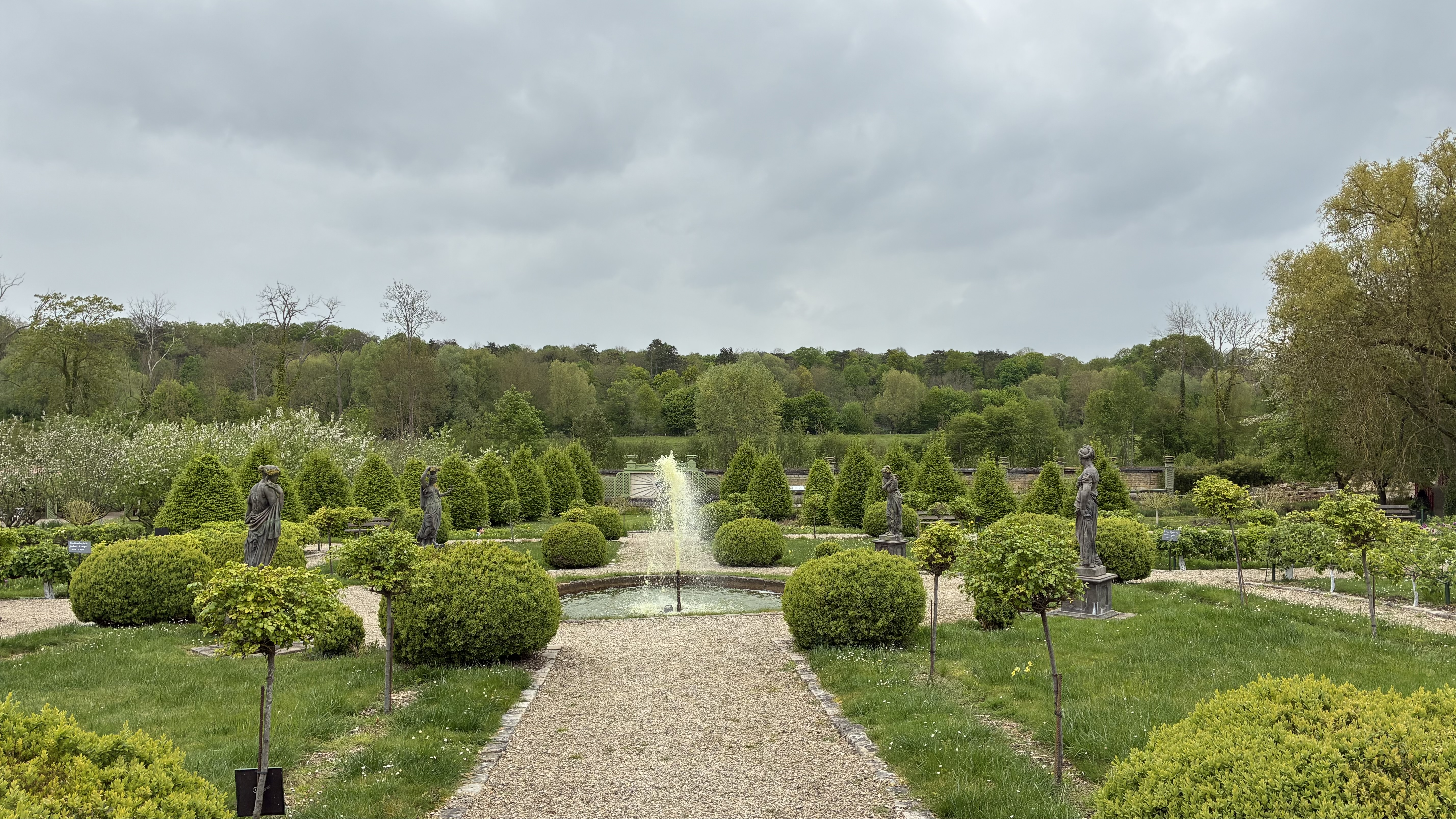
Jardin à la française, en face de la faisanderie.

### Télévision
"Le potager des princes" est, depuis janvier 2013, une émission de télévision pédagogique de Campagnes TV, dans laquelle le jardinier en chef Serge Saje donne ses conseils, astuces et recommandations pour la conservation des jardins.